# Athelia acrospora
Athelia acrospora ist eine Ständerpilzart aus der Familie der Gewebehautverwandten (Atheliaceae). Sie bildet resupinate, weiße und schimmelteppichartige Fruchtkörper auf Koniferen und Bedecktsamern aus. Die bekannte Verbreitung der Art umfasst weite Teile Europas.

## Merkmale

### Makroskopische Merkmale
Athelia acrospora bildet wie alle Arten der Gewebehäute (Athelia) weiße, dünne Fruchtkörper mit glattem Hymenium und unscheinbarem bis gespinstartigen Ränder aus. Sie lassen sich leicht vom Substrat ablösen.

### Mikroskopische Merkmale
Athelia acrospora besitzt eine für Gewebehäute typische monomitische Hyphenstruktur, das heißt, sie besitzt lediglich generative Hyphen, die dem Wachstum des Fruchtkörpers dienen. Die Hyphen sind hyalin und dünnwandig. Die Subicularhyphen besitzen vereinzelt Schnallen, die Subhymenialhyphen sind einfach septiert und 3,5–5 µm breit. Die Art verfügt nicht über Zystiden. Ihre Basidien sind keulenförmig, 12–15 × 4–6 µm groß und zylindrisch geformt. An der Basis sind sie einfach septiert, sie besitzen vier Sterigmata. Die Sporen des Pilzes sind schmalellipsoid bis zylindrisch, 4–6 × 2,8–3,2 µm groß, glatt und dünnwandig sowie hyalin.

## Verbreitung
Die bekannte Verbreitung von Athelia acrospora umfasst weite Teile West-, Süd- und Nord- sowie Osteuropas bis nach Russland.

## Ökologie
Athelia acrospora ist ein Saprobiont, der Koniferen und Bedecktsamer befällt. Bekannte Wirtsarten sind unter anderem Weiß-Tanne (Abies alba), Baum-Heide (Erica arborea) und Italienische Strohblume (Helichrysum italicum).